# Zamia erosa
Zamia erosa — вид голонасінних рослин класу Саговникоподібні (Cycadopsida).

## Таксономічні примітки
Раніше вид був під назвою Zamia amblyphyllidia, однак, Calonje та ін. (2010) підтвердили, що Z. erosa має пріоритет.

## Опис
Стовбур підземний і бульбовий, 3–25 см в діаметрі, позбавлений старих основ листя. Листків зазвичай мало, 2–15; черешки з прилистками, гладкі; хребет гладкий, з 5–30 парами протилежних чи субпротилежних листових фрагментів. Листові фрагменти від довгастих до широко оберненояйцеподібних, 12–25 см завдовжки і 1.5–3 см завширшки, сидячі, округлі й часто зубчасті вершині, з 10–15 нечітких зубів у верхній четверті. Пилкові шишки на ніжках, 1–30, циліндричні, але поступово звужуються до гострої вершини, кожна 6–20 см завдовжки і 1–3 см в діаметрі, густо запушені. Насіннєві шишки темно-коричневі, як правило, поодинокі, але іноді до 3, виходять з центру листової крони, циліндрично-яйцевиді з вершиною, що довго й поступово звужується, 6–15 см завдовжки і 4–6 см в діаметрі. Насіння з яскраво-червоною саркотестою, яйцеподібні, 1–2 см. 2n = 16.

## Поширення, екологія
Країни поширення: Куба, Ямайка; Пуерто-Рико (головний острів). Цей вид віддає перевагу лукам, ярам і відкритим лісам, де переважають види Pinus і Quercus. Рослини зростають на крутих вапнякових пагорбах і серед вапнякових порід.

## Загрози та охорона
Цей вид було порушено руйнуванням місця існування в результаті будівництва доріг і розчищення земель для ведення сільського господарства. Цей вид дуже рідко зустрічається в дикій природі, хоча досить часто в культурі. Він може зникнути на Ямайці і майже зник в Пуерто-Рико в результаті руйнування середовища проживання і в якійсь мірі збиранням комерційними виробниками. Рослини знаходяться в Національному парку Віньялес і охоронювана територія Mil Cumbres на Кубі, а також Rió Abajo Forest Reserve і Cambalache Natural Reserve в Пуерто-Рико. Є 26 рослин Національному ботанічному саду Куби.